# Tarbuttite
La tarbuttite è un minerale.